# Танагра-жалібниця вохристочуба
Тана́гра-жалібни́ця вохристочуба (Loriotus rufiventer) — вид горобцеподібних птахів родини саякових (Thraupidae). Мешкає на заході Амазонії.

## Поширення і екологія
Вохристочубі танагри-жалібниці мешкають на сході Перу, на північному заході Болівії та на заході Бразильської Амазонії. Вони живуть у верхньому ярусі вологих рівнинних і заболочених тропічних лісів. Зустрічаються на висоті до 1400 м над рівнем моря переважно на висоті до 1200 м над рівнем моря.